# Formule V6 Eurocup
De Formule V6 Eurocup was een formule raceklasse in Europa. Het heeft twee jaar bestaan. De klasse is later samengevoegd met de World Series by Renault. De Formule V6 Azië bestaat nog wel.

## De auto
Alle auto's in deze klasse zijn gelijk. Ze worden gemaakt door het Italiaanse Tatuus. De auto heeft een Renault V4Y RS V6 motor. Deze motor heeft een inhoud van 3498cc. De buitenkant van de auto is gemaakt van koolstofvezel. De auto weegt zonder coureur en brandstof 590kg. De auto lijkt erg op die uit de Formule Renault 3.5 Series.

## Kampioenen
| 2003 | José María López | Signature         |
| 2004 | Giorgio Mondini  | Eurointernational |